# Martin Larsen
Martin Larsen (* 29. Juni 1982) ist ein dänischer Poolbillardspieler.

## Karriere
Bei der Jugend-Europameisterschaft 2000 erreichte Martin Larsen das Finale im 9-Ball der Junioren und verlor dieses gegen den Griechen John Vassalos.
Im September 2007 erreichte er das Viertelfinale der Costa del Sol Open. Nachdem Larsen bei der 8-Ball-Weltmeisterschaft 2008 in der Vorrunde ausgeschieden war, erreichte er bei der Europameisterschaft das Sechzehntelfinale im 9-Ball und bei der 10-Ball-WM 2008 die Runde der letzten 64, in der er dem Niederländer Nick van den Berg mit 7:9 unterlag. Im März 2010 erreichte er bei der Europameisterschaft die Runde der letzten 32 im 8-Ball und verlor dort gegen den Serben Zoran Svilar. Bei der EM 2011 belegte er im 9-Ball und im 10-Ball den 17. Platz.
Beim World Cup of Pool 2008 bildete Larsen gemeinsam mit Kasper Kristoffersen das dänische Team und schied in der ersten Runde aus.
2010 war er Teil der dänischen Mannschaft, die in der Vorrunde der Team-Weltmeisterschaft ausschied.